# Васильев, Василий Михайлович (певец)
Василий Михайлович Васильев (27 декабря 1837  [8 января 1838], Санкт-Петербург — 8 [20] апреля 1891, Санкт-Петербург) — русский оперный певец, тенор. Выступал под псевдонимом Васильев 2-й.

## Биография
Родился 27 декабря 1837 (8 января 1838) года; источники указывают также дату 19 декабря 1837 года.
В 1857 году закончил Петербургское театральное училище, занимался у Ф. Риччи. Был принят в труппу Мариинского театра, где дебютировал в 1858 году в партии Гвальдеро в опере «Цыганская девушка» М. Балфа. На сцене Мариинки пел более 30 лет — до 1891 года.
Известен преимущественно по исполнениям партий второго тенора, хотя были несколько заглавных партий. В начале сценической деятельности часто заменял в лирических партиях артиста Ф. Никольского.
В его репертуаре — партии 60 опер:
Иван («За богом молитва, за царем служба не пропадает», 1-й исполнитель), Нукер («Аммалат-Бек»), Вася («Вражья сила», 1-й исполнитель), Шуйский («Борис Годунов», 2-я ред., 1-й исполнитель), Басманов («Опричник», 1-й исполнитель), Фра Паоло («Анджело», 1-я ред.), Товкач («Тарас Бульба» В. Кюнера), Роберт де Жумьеж и Английский вестник («Гарольд»), Матута («Псковитянка», 1-я ред.), Чекалинский («Пиковая дама»), Бобыль («Снегурочка»), Паисий («Чародейка»), Панас («Кузнец Вакула»), 1-го кавалер («Дон Жуан»), 1-й гость («Каменный гость»), Паний («Сарданапал»); Али («Наида»), Герцог («Риголетто», на итал. яз.), Родериго («Отелло» Дж. Верди), Гонец («Аида»), Фентон («Фальстаф»), Иона («Иоанн Лейденский»), Ремендадо («Кармен»), Вагнер («Мефистофель»), Бенволио («Ромео и Джульетта»), Генрих-Птицелов («Лоэнгрин»), Генрих («Тангейзер»), Мисаил, Самозванец в «Борисе Годунове», Баян; Винокур.
Среди партнеров по сцене были выдающиеся певцы: М. Каменская, И. Мельников, О. Петров, Ю. Платонова, О. Палечек, В. Рааб.
Концертные выступления включали произведения Бетховена, Берлиоза, Листа, Шумана, Мендельсона, А. Рубинштейна.
Умер 8 (20) апреля 1891 года. Похоронен в Петербурге, на Митрофаниевском кладбище.